# Liste d'agronomes
Voici une liste d'agronomes :
- Magon le Carthaginois (avant IIe siècle av. J.-C.)
- Caton l'Ancien (234-149 av. J.-C.]
- Varron (116-27 av. J.-C.)
- Columelle (Ier siècle apr. J.-C.)
- Palladius (IVe siècle apr. J.-C.)
- Olivier de Serres (1539-1619)
- Jean-Baptiste de La Quintinie (1624-1688)
- Jethro Tull (1674-1741)
- Jean Althen (1710-1774)
- Henri Louis Duhamel du Monceau (1720-1782)
- Arthur Young (1741-1820)
- Jean Chanorier (1746-1806)
- Albert Thaer (1752-1828)
- Vincenzo Dandolo (1758-1819)
- Victor Yvart (1764-1831)
- Mathieu de Dombasle (1777-1843)
- Ignazio Lomeni (1779-1838)
- Adrien de Gasparin (1783-1862)
- Matthieu Bonafous (1793-1852)
- Georges Ville (1824-1897)
- Luther Burbank (1849-1926)
- Fernand de Barrau (1851-1938)
- Charles-Victor Garola (1855-1923)
- Henri Lagatu (1862-1942)
- Sir Albert Howard (1873-1947)
- Albert Demolon (1881-1954)
- Adélard Godbout (1892-1956)
- René Dumont (1904-2001)
- Stéphane Hénin (1910-2003)
- Marcel Mazoyer (1933-)
- Michel Sébillotte (1934-2010)
- Marc Dufumier (1946-)
- Michel Griffon (1948-)
- Claude Bourguignon (1951-)
- Lydia Bourguignon (1949-)
- François Kockmann (1952-)

Voir aussi une liste plus complète (classée par ordre alphabétique) :
- Catégorie : Agronomes